# ラッテと魔法の水の石
『ラッテと魔法の水の石』（原題：Latte Igel und der magische Wasserstein）は、2019年公開のドイツのアニメーション映画。
原作は、セバスティアン・リーベックの『ラッテと魔法の水の石』。ドイツでは2019年12月25日に公開。

## キャスト
※括弧内は日本語吹替
- ラッテ - アシュリー・ボーナンシン（潘めぐみ）
- チュム - カーター・ヘイスティングス（釘宮理恵）